# Amnat Ruenroeng
Amnat Ruenroeng (taj. อำนาจ รื่นเริง, ur. 18 grudnia 1979 w Si Racha) – tajski bokser, były zawodowy mistrz świata organizacji IBF w kategorii muszej.

## Kariera w boksie amatorskim
Jako młody człowiek miał zatargi z prawem. W 2006 został skazany po raz trzeci na karę pozbawienia wolności, tym razem na 15 lat, za rozbój. W więzieniu zaczął trenować boks i zdobył mistrzostwo Tajlandii w następnym roku. Został zwolniony za dobre sprawowanie w 2007.
Zdobył brązowy medal w wadze papierowej (do 48 kg) na mistrzostwach świata w 2007 w Chicago. W półfinale przegrał z Harrym Tañamorem z Filipin.
Wystąpił na igrzyskach olimpijskich w 2008 w Pekinie, gdzie po dwóch wygranych walkach doszedł do ćwierćfinału wagi papierowej, w którym przegrał z Pürewdordżijnem Serdambą z Mongolii. Zdobył brązowy medal w tej kategorii na igrzyskach azjatyckich w 2010 w Kantonie (w półfinale pokonał go Zou Shiming z Chin). Dwukrotnie zwyciężał na igrzyskach Azji Południowo-Wschodniej: w wadze papierowej w 2007 i w wadze muszej w 2009.

## Kariera w boksie zawodowym
Ruenroeng przeszedł na zawodowstwo w 2012. Po wygraniu 11  walk dostał szansę pojedynku o wakujący tytuł mistrza świata organizacji IBF w kategorii muszej. 22 stycznia 2014 w Nakhon Ratchasima jednogłośnie wygrał na punkty z Rockym Fuentesem z Filipin i został nowym mistrzem świata.
7 marca 2015 w Cotai Arena w Makau wygrał jednogłośnie na punkty z Chińczykiem Zou Shimingem (6-1, 1 KO). Sędziowie  punktowali jednomyślnie 116:111 dla Taja,  broniącego po raz trzeci tytułu federacji IBF w wadze muszej.
27 czerwca 2015 w Bangkoku po raz czwarty zdobył tytuł mistrza świata wagi muszej według federacji IBF, pokonując jednogłośnie na punkty Filipińczyka Johna Riela Casimero (21-3, 13 KO), a 7 grudnia tego roku pokonał w Hua Hin Myunga Ho Lee z Japonii.
Utracił tytuł po porażce przez nokaut w 4. rundzie z Johnem Rielem Casimero 25 maja 2016 w Pekinie.
Walki w obronie tytułu mistrzowskiego:
| Data                  | Miejsce           | Oponent            | Wynik                               | Źródło |
| --------------------- | ----------------- | ------------------ | ----------------------------------- | ------ |
| 5 lipca 2014(dts)     | Osaka             | Kazuto Ioka        | wygrana na punkty                   | [ 10 ] |
| 10 września 2014(dts) | Nakhon Ratchasima | McWilliams Arroyo  | wygrana na punkty                   | [ 11 ] |
| 7 marca 2015(dts)     | Makau             | Zou Shiming        | wygrana na punkty                   | [ 12 ] |
| 27 czerwca 2015(dts)  | Bangkok           | John Riel Casimero | wygrana na punkty                   |        |
| 7 grudnia 2015(dts)   | Hua Hin           | Myung Ho Lee       | wygrana na punkty                   |        |
| 25 maja 2016(dts)     | Pekin             | John Riel Casimero | przegrana przez nokaut w 4. rundzie |        |

## Późniejsza kariera
Powrócił do boksu amatorskiego, by wziąć udział w igrzyskach olimpijskich w 2016 w Rio de Janeiro. Wystąpił w wadze lekkiej (do 60 kg). Wygrał jedną walkę, ale w następnej pokonał go Francuz Sofiane Oumiha. Później kontynuował ze zmiennym szczęściem karierę w boksie zawodowym.